# GO!GO!台北捷運
《GO!GO!台北捷運》是尼奧科技與臺北捷運公司合作開發的鐵路模擬遊戲，2003年7月在Windows平臺推出。遊戲主要是駕駛台北捷運的高運量列車在淡水線的地上和高架路段（民權西路站到淡水站）來回行駛。玩家能在體驗駕駛的同時欣賞淡水線沿線的風景。

## 玩法
在遊戲中，玩家擔任捷運列車的駕駛，透過虛擬的「操縱桿」控制列車加減速，讓列車在規定的時間準點進站。每段路程會對玩家的操作進行評分，包含到站時間、停車位置和途中是否超速等，若達不到標準，會宣告不合格而只能重開該段路程。
遊戲有3種難度可供選擇，「初級」時列車自動駕駛，玩家僅需啟動列車、鳴喇叭、播報站名和開關車門。「中級」時列車交由玩家駕駛，「高級」時除駕駛列車外，還加入鐵道異物、地震、強風、時速表異常，共4種突發狀況。
遊戲提供8種視角，除一般的駕駛員視角外，還有乘客視角與車尾視角等讓玩家欣賞沿線風景。
遊戲有彩繪列車的功能，並能匯出與匯入彩繪列車設定檔，玩家除繪製自己喜歡的列車在遊戲中使用外，也可透過官網下載或彼此分享彩繪列車。

## 製作
製作小組以三個月時間進行實景拍攝，將圓山大飯店、捷運劍潭站、關渡大橋等知名建物3D建模後放入遊戲中，共費時八個月製作。並得到台北捷運公司協助，遊戲中包括路段速限、高架橋高度等設定均與台北捷運公司提供的數據一致。

## 相關活動
彩繪列車投稿比賽
尼奧科技和第三波資訊《新遊戲時代雜誌》在2003年9月期間聯合舉辦彩繪列車的投稿票選活動。參加者將彩繪檔案寄到尼奧科技電子信箱，通過初選後再交由玩家投票選出前十名。通過初選的作品可在遊戲官網下載後在遊戲內使用。
北美館－「城市中的旅行」特展
2003年10月～12月台北市立美術館與法國龐畢度中心合辦之「城市中的旅行」特展，本遊戲為展項之一。請參觀民眾以模擬的捷運視角觀賞淡水線沿線知名建物。
台北國際旅展－台北捷運公司攤位
2003年11月的台北國際旅展上，尼奧科技和台北捷運公司以本遊戲為主題推廣「搭乘捷運遊台北」，讓來賓利用玩遊戲的方式，實際體驗捷運沿線風光。並同時在現場和尼奧科技網站上舉辦有獎金的駕駛分數比賽。

## 外部連結
- 官方网站（繁體中文）